# Hui, Longnan
Hui, tidigare stavat Hweihsien, är ett härad inom Longnan stad på prefekturnivå i provinsen Gansu i nordvästra Kina.
Hui är indelat i 13 köpingar och två socknar.
Köpingar (zhen):

- Chengguan (城关镇)
- Dahedian (大河店镇)
- Fujia (伏家镇)
- Gaoqiao (高桥镇)
- Jialing (嘉陵镇)
- Jiangluo (江洛镇)
- Lichuan (栗川镇)
- Liulin (柳林镇)
- Mayanhe (麻沿河镇)
- Niyang (泥阳镇)
- Shuiyang (水阳镇)
- Yinxingshu (银杏树镇)
- Yongning (永宁镇)

Socknar (xiang):

- Yuguan (虞关乡)
- Yushu (榆树乡)